# Berngau

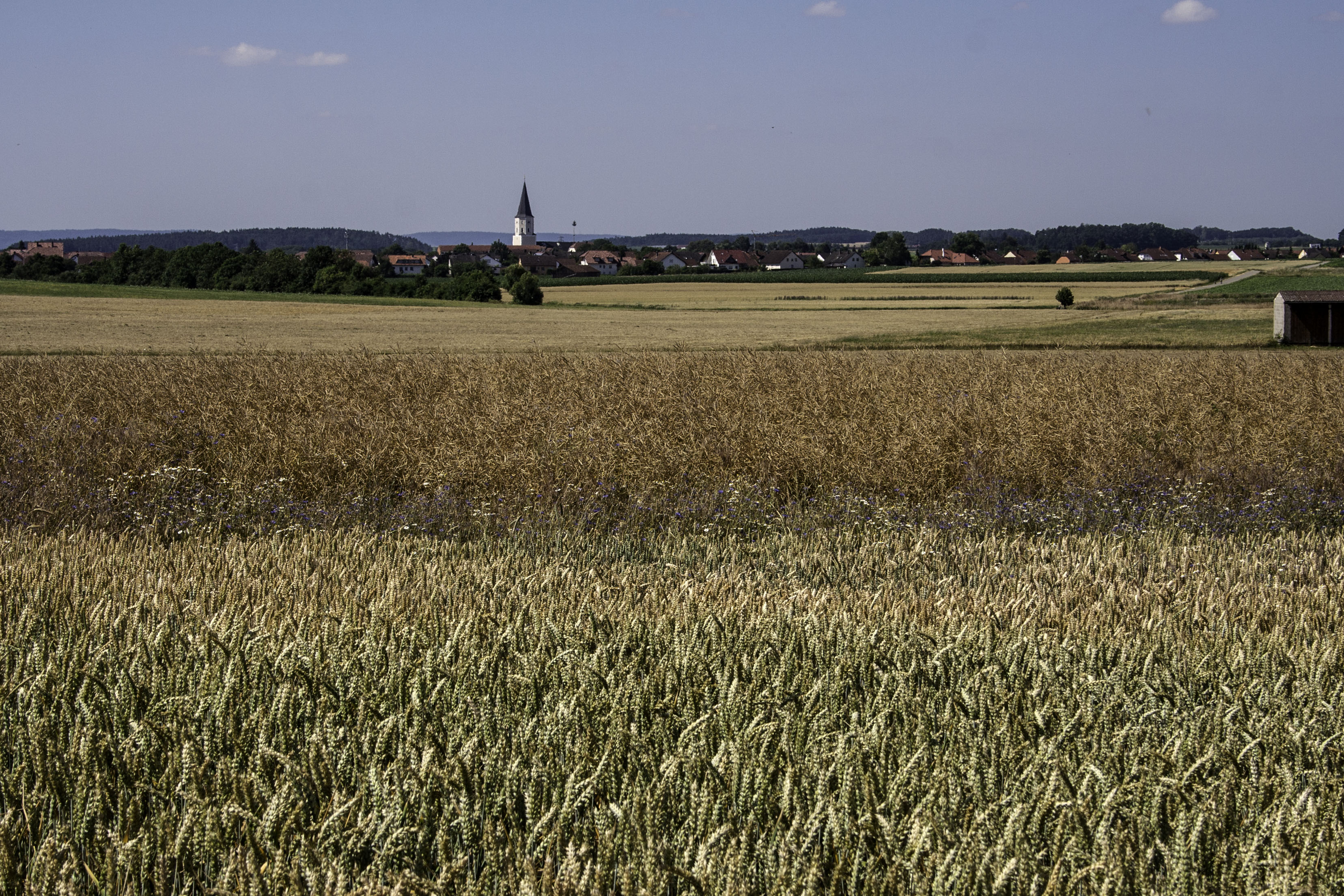
Ortsansicht von Berngau

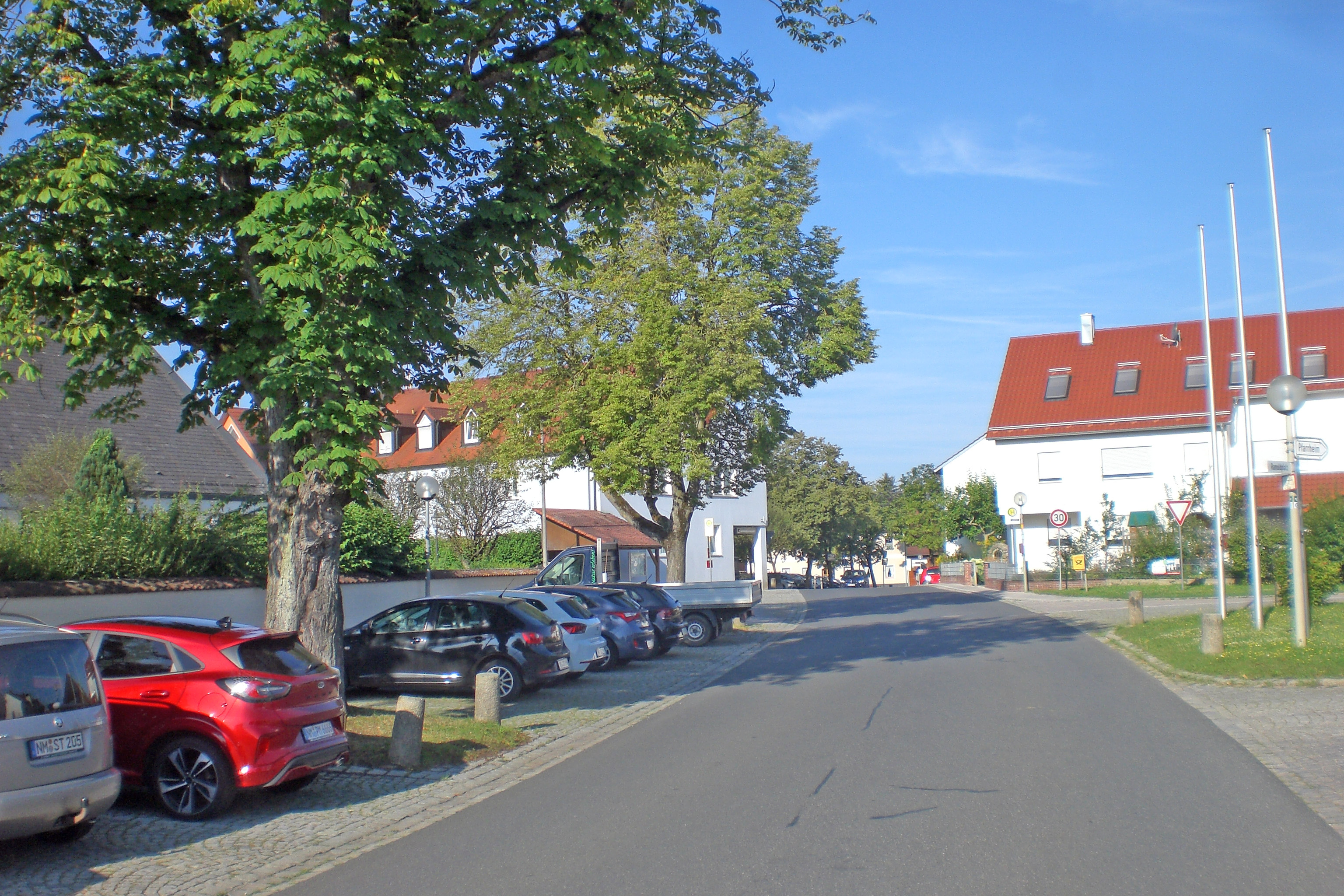
Ortskern (2024)

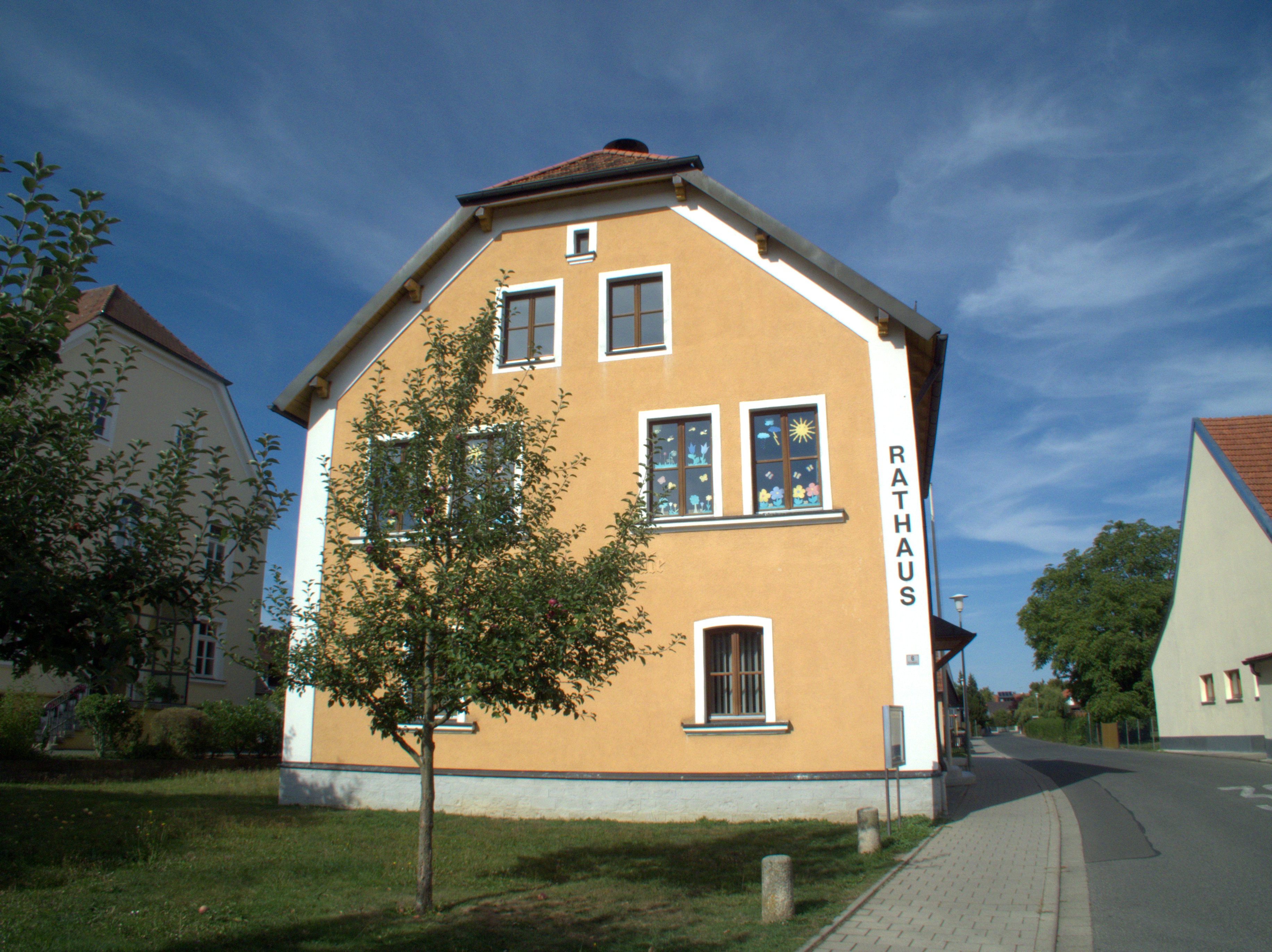
Rathaus in Berngau

Berngau ist eine Gemeinde im Oberpfälzer Landkreis Neumarkt in der Oberpfalz. Der gleichnamige Hauptort ist Sitz der Gemeindekanzlei. Die Gemeinde ist Mitglied der Verwaltungsgemeinschaft Neumarkt in der Oberpfalz.

## Geographie
Der Hauptort liegt knapp 5,5 km südwestlich von Neumarkt. Die Staatsstraße 2238 von Freystadt nach Neumarkt durchquert die Gemeinde von West nach Ost. Nordwestlich von Berngau liegt die Quelle der Sulz.

### Gemeindegliederung
Es gibt acht Gemeindeteile (in Klammern ist der Siedlungstyp angegeben):
- Allershofen (Weiler)
- Berngau (Pfarrdorf)
- Dippenricht (Weiler)
- Mittelricht (Kirchdorf)
- Neuricht (Weiler)
- Röckersbühl (Kirchdorf)
- Tyrolsberg (Dorf)
- Wolfsricht (Weiler)

Es gibt die Gemarkungen Berngau, Mittelricht, Röckersbühl und Woffenbach.

## Geschichte

### Bis zur Gemeindegründung
Berngau wurde 1142 zum ersten Mal urkundlich erwähnt. Der Ort war seit dem 12. Jahrhundert Mittelpunkt eines Reichsguts und bis in das 17. Jahrhundert eine sogenannte kaiserliche Hofmark, die sich seit 1280 im Besitz der Wittelsbacher befand. Berngau gehörte zum Rentamt Amberg und zum Landgericht Neumarkt im Kurfürstentum Bayern. Im Zuge der Verwaltungsreformen in Bayern entstand mit dem Gemeindeedikt von 1818 die heutige Gemeinde.

### Eingemeindungen
Am 1. Januar 1972 wurde die Gemeinde Röckersbühl mit Teilen der am 1. April 1933 aufgelösten Gemeinde Mittelricht eingegliedert. Am 1. Juli 1972 kam Tyrolsberg aus der aufgelösten Gemeinde Woffenbach hinzu, die bis zum 4. Januar 1950 den Namen Tyrolsberg trug.

### Einwohnerentwicklung
Zwischen 1988 und 2018 wuchs die Gemeinde von 1714 auf 2613 um 899 Einwohner bzw. um 52,5 %.

## Politik

### Gemeinderat
Der Gemeinderat hat 14 Mitglieder. Er setzt sich seit der Kommunalwahl am 15. März 2020 wie folgt zusammen:
- CSU/BLB: 9 Sitze
- Freie Wähler Berngau: 5 Sitze

### Bürgermeister
Seit 1. Mai 2020 ist Thomas Meier (CSU/Bürgerliste Berngau) der 1. Bürgermeister; dieser wurde am 15. März 2020 mit 61,7 % der gültigen Stimmen gewählt. Sein Vorgänger war von Mai 2008 bis April 2020 Wolfgang Wild (ebenfalls CSU/Bürgerliste Berngau).

### Wappen
| Wappen von Berngau | Blasonierung: „Unter schwarzem Schildhaupt, darin ein von Rot und Silber in zwei Reihen geschachter Schrägbalken, in Gold wachsender schwarzer Adler.“ |
| Wappen von Berngau | Wappenbegründung: Der wachsende Adler erinnert daran, dass Berngau seit dem 12. Jahrhundert Mittelpunkt eines Reichsgutkomplexes und bis in das 17. Jahrhundert eine sog. kaiserliche Hofmark war, die sich seit spätestens 1280 im Besitz der Wittelsbacher befand. Ludwig der Bayer übertrug 1315 das Patronatsrecht über die Pfarrkirche an das Zisterzienserkloster Waldsassen; auf diese enge Verbindung verweist der geschachte Schrägbalken, das Wappenabzeichen der Zisterzienser, im Schildhaupt. |

## Kultur und Sehenswürdigkeiten

### Kirchliche Einrichtungen

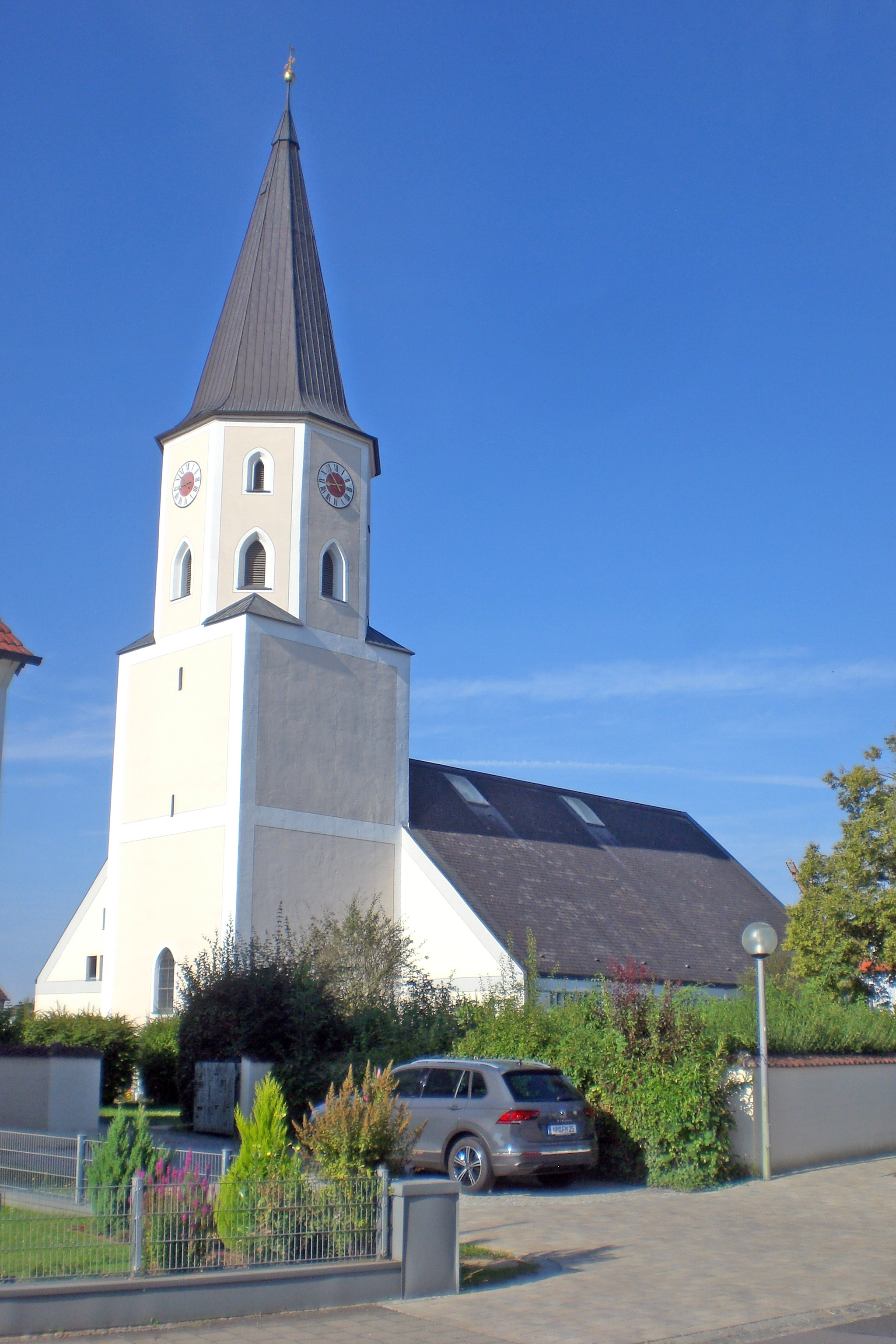
Pfarrkirche St. Peter und Paul in Berngau (2024)

- Pfarrkirche St. Peter und Paul mit dem 56 m hohen Kirchturm
- Kleine Wallfahrtskapelle in Wolfsricht, die dem Bruder Klaus geweiht ist
- Filialkirche St. Leonhard in Mittelricht
- Filialkirche Zur Heiligen Dreifaltigkeit in Röckersbühl
- Kapelle Zur Heiligen Dreifaltigkeit in Tyrolsberg
- Wegekapelle an der Neumarkter Straße

### Bodendenkmäler
Nördlich von Dippenricht befindet sich die sogenannte Keltenschanze. Auch auf dem Buchberg ist ein solcher Ringwall zu finden.

### Sport
In der Gemeinde gibt es einen Sportverein, den FSV Berngau. Dessen größter Teilbereich ist die Fußballabteilung.

### Feuerwehren
Im Gemeindegebiet gibt es die Freiwillige Feuerwehr Röckersbühl-Mittelricht und als überregionale Stützpunktfeuerwehr die FF Berngau-Tyrolsberg, die zu den ältesten Feuerwehren des Landkreises Neumarkt i.d.Opf. zählt.

## Bildung
In der Gemeinde Berngau gibt es eine Grund- und Hauptschule sowie einen Kindergarten. Außerdem betreibt die Gemeinde eine Bücherei.

## Persönlichkeiten
- Johann Rackl (* 1931 in Allershofen; † 27. September 2011), katholischer Geistlicher, 1975 bis 2002 Orgelsachverständiger der Diözese Eichstätt
- Albert Deß (* 1947 in Röckersbühl), Politiker (CSU), MdB 1990–2004, MdEP 2004–2019